# Huize Sint-Gerlach

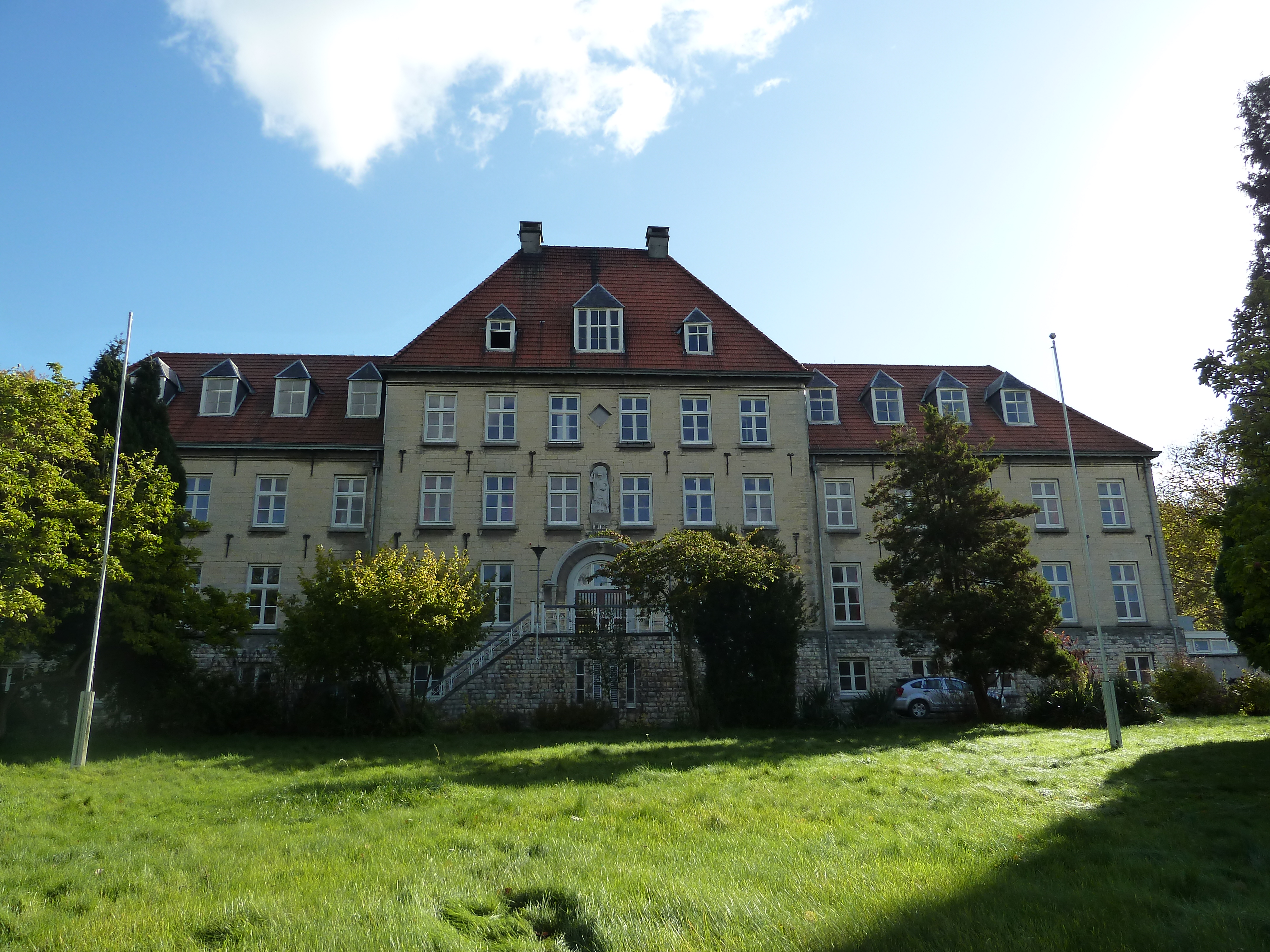
Huize Sint-Gerlach

Huize Sint-Gerlach, sinds 2020 ook bekend als The Abbey, is een voormalige kliniek voor alcoholisten, gelegen aan Pater Kustersweg 24 te Berg, tussen Cadier en Keer en Maastricht in Nederland. Het gebouw is geklasseerd als rijksmonument onder nummer 491754. Architect van het gebouw was M.N. Ramakers.
Het symmetrische complex is opgetrokken in mergelsteen op een plint van Kunradersteen. De ingang is voorzien van een trap aan beide zijden en heeft boven de ingang een beeld van Sint-Gerlachus.

## Geschiedenis
Het geld voor de bouw kwam van het Ariënsfond, dat gesticht werd bij het zilveren priesterfeest van dr. Alfons Ariëns. In 1913 begon de bouw en in 1914 werden in het slechts gedeeltelijk voltooide huis een 400-tal Belgische vluchtelingen opgenomen.
Het gebouw werd in gebruik genomen in 1916 als R.K. Sanatorium voor Drankzuchtigen. Er kwamen echter weinig cliënten zodat het sanatorium in 1919 al werd opgeheven. Toen kwam de Priestercongregatie van het Heilig Hart van Jezus in het gebouw. Het kreeg een functie als opleidingsinstituut, noviciaat en juvenaat. Het aantal aanmeldingen nam in de jaren 60 toe, en nieuwbouw werd in 1963 tot stad gebracht. Echter moest het juvenaat reeds in 1971 sluiten wegens gebrek aan belangstelling.
In 1983 kwamen de paters van Huize Sint-Jozef ook naar Huize Sint-Gerlach, maar in 2005 sloot dit huis. De paters die nog over waren vertrokken naar andere huizen.
In 2020 betrok de evangelische leefgemeenschap Kingdom Lifestyle het gebouw, dat omgedoopt is tot 'The Abbey'. Er wordt een Bijbelschool in ondergebracht, er worden retraites, trainingen en conferenties gehouden en er is woonruimte voor 56 studenten/cursisten. De evangelische gemeente Nieuw Leven Maastricht zal in de loop van 2020 haar huidige huisvesting in wijkgebouw La Belletsa in de Maastrichtse buurt Heugemerveld verruilen voor Huize Sint Gerlach.